# Солнцепёк (фильм)
«Солнцепёк» — российский пропагандистский фильм режиссёров Максима Бриуса и Михаила Вассербаума, премьера которого состоялась в августе 2021 года. Рассказывает о ЧВК Вагнера и о войне в Донбассе в 2014 году. В картине снялись Александр Бухаров, Владимир Ильин, Алексей Кравченко. Съёмки спонсировал Евгений Пригожин.

## Сюжет
Действие фильма происходит в мае-июне 2014 года в Луганской области Украины во время и после создания самопровозглашённой Луганской Народной Республики. Главный герой, бывший участник афганской войны Владислав Новожилов, пытается вывезти свою семью из зоны боевых действий, однако становится очевидцем вооруженного нападения банды уголовников и, лишившись документов, попадает в Луганск. Бывший сослуживец Влада по афганской войне Павел Грицай, ставший командиром сепаратистов, устраивает его водителем скорой помощи. По сюжету фильма, украинские военные беспорядочно обстреливают Луганскую область, а Влад видит последствия этих обстрелов. В одном из обстрелов гибнет семья Влада и родители Павла, после чего Влад вступает в вооружённые формирования сепаратистов. В финале появляются бойцы российской ЧВК Вагнера, которые уничтожают весь личный состав украинской бронеколонны и передают технику сепаратистам.

## В ролях
- Александр Бухаров — Владислав Новожилов
- Марина Денисова — Нина
- Глеб Борисов — Илья
- Максим Дахненко — Алексей Гончаренко
- Алексей Кравченко — Павел Грицай
- Владимир Ильин — Давид Гуревич
- Светлана Терентьева — Ольга
- Андрей Терентьев — Женя
- Глеб Темнов — Седьмой
- Сергей Гарусов — Памир
- Алексей Румянцев — Шмель
- Сергей Воробьёв — Енисей
- Геннадий Яковлев — Шульга
- Вячеслав Землянной — Сергей Григорьевич, отец Грицая
- Надежда Шумилова — Вера Васильевна, мать Грицая
- Евгений Кузьмин — Игорь Буров
- Евгений Егоров — Гриць Степанчук
- Александр Солоненко — украинский генерал Глуговски

## Производство и релиз

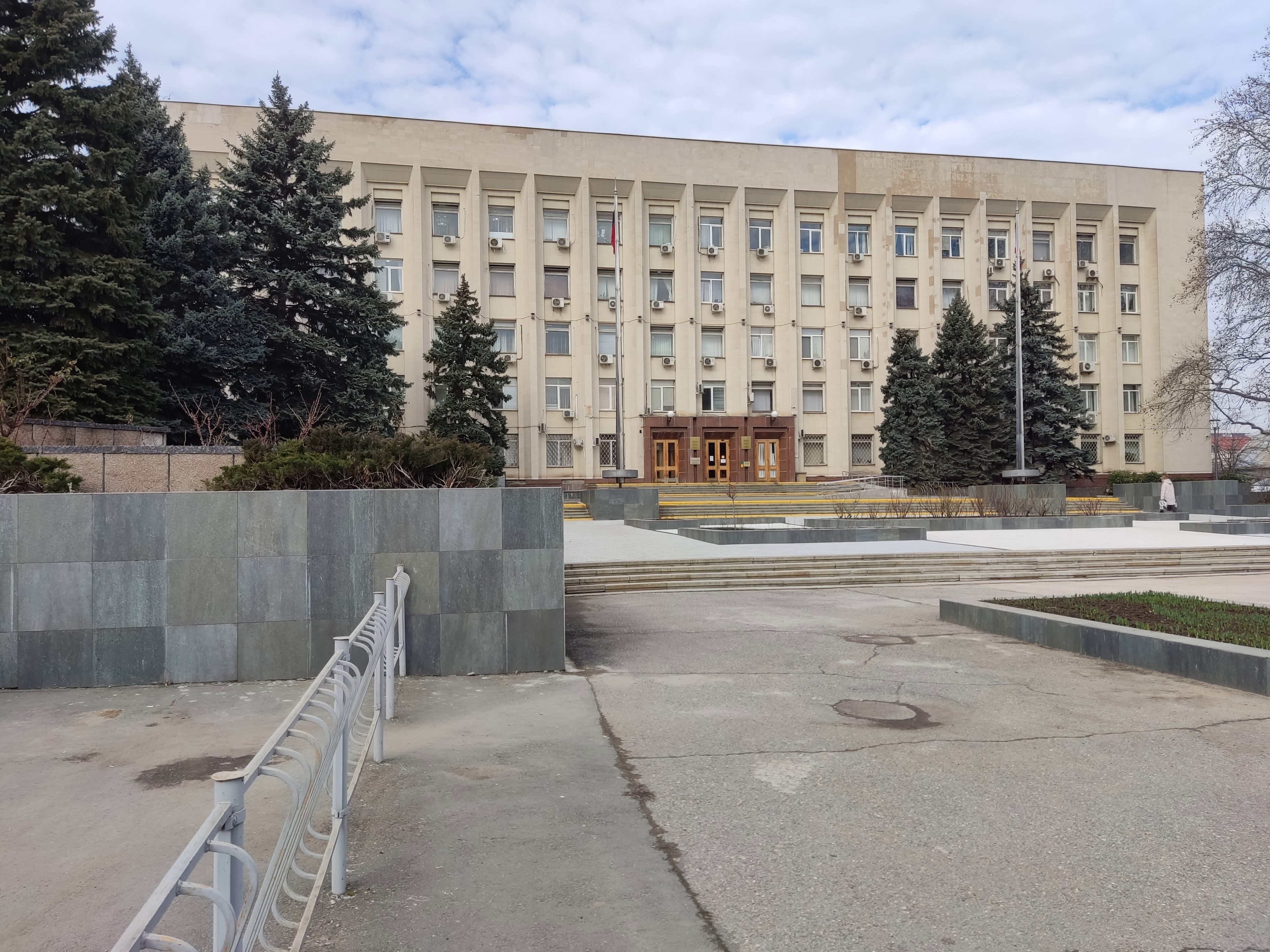
В качестве здания администрации выступил дом Симферопольского городского совета

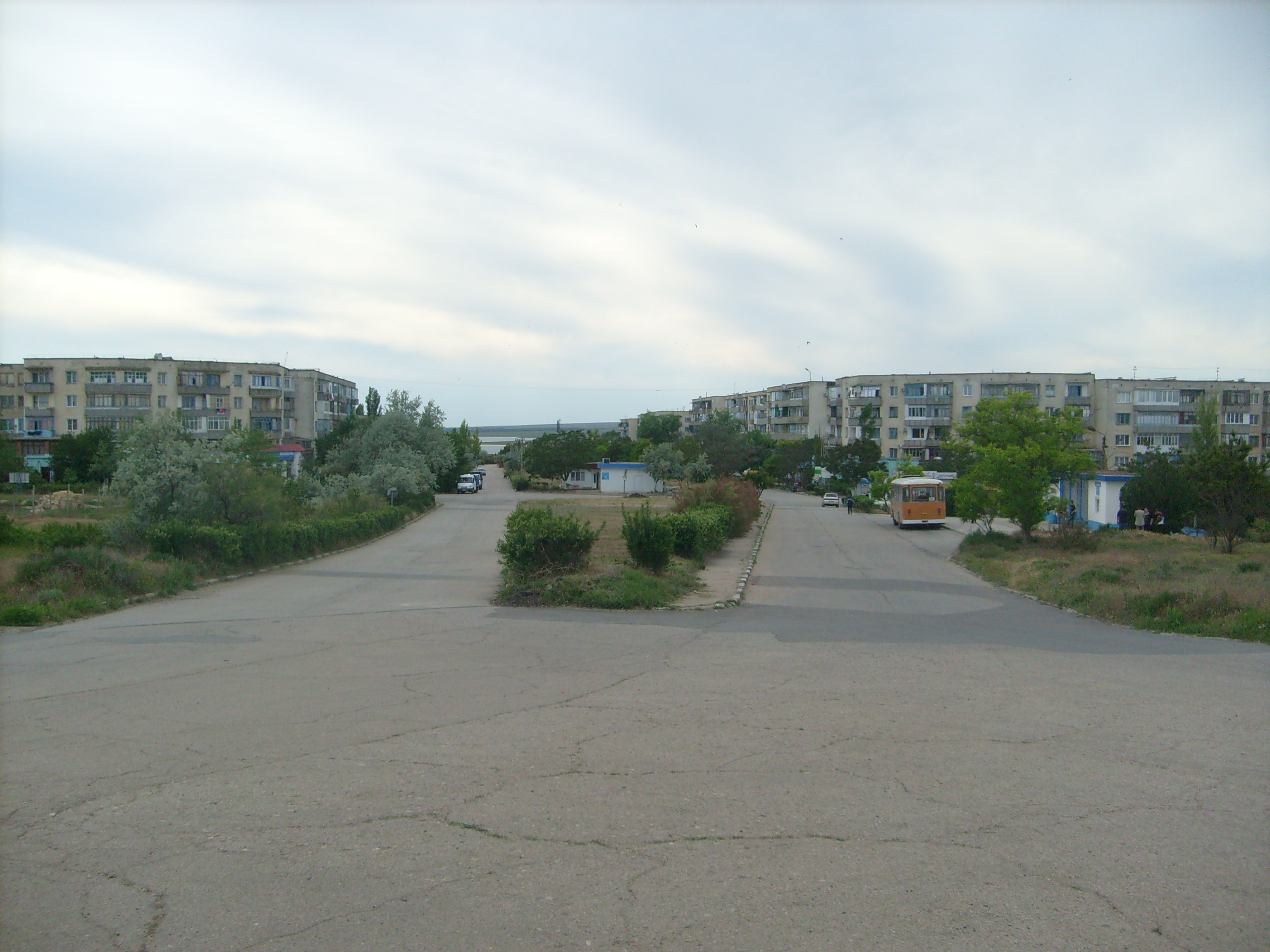
Сцена обстрела была снята у автостанции посёлка Новоозёрное в Крыму

Съёмки фильма проходили в Евпатории и Симферополе. Как натура для съёмок здания администрации использовалось реальное здание Городского совета Симферополя по улице Толстого, задекорированное покрышками и баррикадами. «По мнению авторов ленты, данная локация как нельзя лучше отвечает творческим задачам фильма», — сообщилось в прессрелизе администрации города.
Проект режиссировали Максим Бриус и Михаил Вассербаум, производством занимались компании «Паритет-фильм» и Aurus. В СМИ звучало утверждение о том, что производство финансировал бизнесмен Евгений Пригожин, близкий к Владимиру Путину. О принадлежности Евгения Пригожина к созданию фильма «Солнцепёк» свидетельствует надпись в начале фильма «Лучшие в аду» (2022), которая гласит: От создателей фильма «Солнцепек» Евгения Пригожина и Алексея Нагина. Продюсер картины Сергей Щеглов на первом закрытом показе поблагодарил «заказчика» (его имя не было названо) «за идею, постоянное участие и спонсорство». Трейлер картины появился в конце июля 2021 года.
11 августа состоялась театральная премьера, в последующие дни «Солнцепёк» появился в онлайн-кинотеатрах, а 18 августа был показан на российском телеканале НТВ. На официальном сайте фильма перечислены 30 городов, в которых он должен демонстрироваться на большом экране, однако в действительности на 24 августа сеансы не начались. Издание The Insider сообщает со ссылкой на информированный источник, что «Солнцепёк» вообще не попадёт в прокат «из-за отсутствия двух факторов: зрительского потенциала и официального нажима».
24 апреля 2022 года министр культуры Киргизии Азамат Жаманкулов заявил, что ведомство отозвало прокатные удостоверения и запретило показ фильмов «Донбасс. Окраина», «Ополченочка» и «Солнцепёк», которые должны были показать на фестивале «Время правды». Глава министерства объяснил, что решение принято в связи с международной ситуацией и исходя из нейтрального статуса Киргизии.

## Восприятие и отзывы
Рецензент «Российской газеты» Дмитрий Сосновский охарактеризовал «Солнцепёк» как «душераздирающий фильм», показывающий войну «во всей своей неприглядности, без купюр, без лишних сантиментов, с безжалостной, просто невыносимой откровенностью», как достоверный рассказ о том, «что произошло с русскими у самых границ РФ». По его словам, смотреть «Солнцепёк» из-за жестоких и натуралистичных сцен «почти невозможно, но необходимо». Рецензент агентства Regnum Максим Воронов считает, что такие сцены — «не „чернушное“ любование ужасами, а попытка достучаться до заплывшей жирком души современного „среднего“ зрителя, которого сложно чем-то тронуть и потрясти». В связи с особенностями сюжета и участием в проекте актёра Алексея Кравченко «Солнцепёк» иногда сравнивают с советской кинокартиной «Иди и смотри»; кинокритик Виктор Матизен уверен, что Кравченко взяли в фильм именно ради этого.
Meduza процитировала отзыв одного из бывших подчинённых Пригожина: «Я его [фильм] посмотрел и пришёл в безумный восторг, потому что это такая шиза концентрированная. Луганская резня бензопилой». Кинокритик Виктор Матизен охарактеризовал «Солнцепёк» как образчик милитаристской пропаганды, занимающий среди российских фильмов об украинских событиях первое место «по агрессивности и шаблонности». По его словам, сюжет фильма явным образом не соответствует действительности: авторы манипулируют фактами и цифрами, чтобы сделать Украину виноватой в кровопролитии, их позиция «крайне далека от добросовестного исследования причин войны и мотивов её участников». Также он отметил как один из серьёзных недостатков фильма низкое качество монтажа. Поэт и журналист Дмитрий Быков назвал «Солнцепёк» «чудовищной подделкой», «тотальной фальшью, тотальной ложью».
По мнению кинообозревателя Regnum Максима Воронова, картина снята «достаточно крепко и не плоско», но «финал оказался не просто скомканным, а словно прилепленным из совсем другого, гораздо более примитивного фильма».